# 平赤井
平赤井（たいら あかい）は、福島県いわき市の大字である。郵便番号は970-3131、970-3132（比良一～三丁目）。

## 地理
いわき市中央部の平地区に属し、地区内北部に位置する。北で小川町西小川、東で平中平窪、平下平窪、南で好間町愛谷、好間工業団地、好間町北好間、好間町大利、西で三和町合戸とそれぞれ隣接する。概ね町村制施行以前の磐城郡赤井村の流れを汲む地域である。夏井川右岸流域の平野部から支流の茨原川流域となる閼伽井岳北、東側の山麓迄を占める東西に広い区域を持つ。夏井川沿いの平地に赤井駅をはじめとした市街地が広がり、茨原川流域の平地には水田が広がる。内郷御厩町に所在するいわき中央警察署及び平字正内町に所在する平消防署がそれぞれ管轄にあたる。

### 主な字
字
- 浅口
- 畑子沢
- 江中子
- 竹ノ花
- 沼ノ作
- 田町

- 団粉田
- 大根内
- 日渡
- 御代内
- 九反坪
- 大平

- 大倉
- 不動堂
- 北江原
- 反町
- 諸荷
- 大作場

- 窪田
- 大門
- 常住
- 諏訪原
- 中道
- 川子内

- 定田
- 柳川原
- 川原畑
- 赤井嶽
- 一の町
- 三の町

字の表記が無い地区
- 比良一丁目
- 比良二丁目
- 比良三丁目

### 山岳
- 閼伽井嶽

### 河川
- 夏井川
  - 茨原川

## 歴史
- 1879年1月27日 - 棚倉藩領赤井村が福島県内における郡区町村制の施行により磐前郡の村となる[4]。
- 1889年4月1日 - 町村制の施行により赤井村が西小川村、三島村、高萩村、塩田村と合併し、磐前郡赤井村が発足する。旧赤井村域は赤井村の大字となる[4]。
- 1896年4月1日 - 磐前郡と周辺郡との合併により石城郡が発足し、石城郡赤井村となる[4]。
- 1955年2月11日 - 赤井村のうち大字赤井が平市へ編入され、平市の大字となる。なお残る地域は上小川村、下小川村と合併し小川町となる[4]。
- 1966年10月1日 - 平市が磐城市・常磐市・内郷市・勿来市、石城郡小川町・遠野町・四倉町・川前村・田人村・好間村・三和村、双葉郡久之浜町・大久村と合併しいわき市となり、いわき市平地区の大字となる[4]。

## 世帯数と人口
2023年10月31日現在の世帯数と人口は以下の通りである。
| 大字   | 世帯数   | 人口   |
| ------ | -------- | ------ |
| 平赤井 | 1828世帯 | 4236人 |

## 小・中学校の学区
市立小・中学校に通う場合、学区は以下の通りとなる。
| 番地 | 小学校               | 中学校               |
| ---- | -------------------- | -------------------- |
| 全域 | いわき市立赤井小学校 | いわき市立赤井中学校 |

## 交通

### 鉄道
- JR磐越東線
  - 赤井駅

### 道路
- 常磐自動車道
  - 常磐夏井川橋
- 福島県道133号赤井停車場線
- 福島県道248号小川赤井平線
  - 愛谷橋

## 施設
- いわき市立赤井中学校
- いわき市立赤井小学校
- 県営比良住宅
- 市営赤井比良団地
- いわきアカイテクノパーク工業団地
- オカモト 福島工場
- コメリ 赤井店
- 閼伽井嶽薬師